# Greneville-en-Beauce
Greneville-en-Beauce település Franciaországban, Loiret megyében. Lakosainak száma 672 fő (2022. január 1.). Greneville-en-Beauce Charmont-en-Beauce, Outarville, Léouville, Guigneville, Pithiviers-le-Vieil, Jouy-en-Pithiverais, Châtillon-le-Roi és Bazoches-les-Gallerandes községekkel határos.

## Népesség
A település népességének változása:
| Lakosok száma | 409  | 519  | 581  | 639  | 668  | 677  | 700  | 704  | 709  | 672  |
|               | 1968 | 1982 | 1990 | 2006 | 2013 | 2015 | 2017 | 2019 | 2020 | 2022 |